# Jamestown (Nowy Jork)
Jamestown – miasto w Stanach Zjednoczonych w hrabstwie Chautauqua (Nowy Jork), od 1886 r. tworzy aglomerację Ellicott wraz z miastami Fluvanna, Levant, West Ellicott, Ross Mills.
W mieście rozwinął się przemysł meblarski oraz metalowy.

## Miasta partnerskie
- Finlandia,
- Jakobstad
- Kosowo,
- Đakovica
- Włochy,
- Cantù.